# Varidnaviria
Varidnaviria is een imperium van virussen waartoe alle DNA-virussen behoren die coderen voor capside-eiwitten waarin zogenaamde jelly roll-structuur voorkomt (een speciale vouwingsstructuur). De capside-eiwitten (capsomeren) vormen pseudohexamere subunits. Binnen de capside is het virale desoxyribonucleïnezuur (DNA) opgeslagen. Naast de jelly roll kenmerken deze virussen ook door de enzymen ATPase die het viraal DNA in de capside verpakken en een gespecialiseerde DNA-polymerase dat het virale genoom repliceert.
Varidnaviria werd in 2019 vastgesteld op basis van geconserveerde eiwitstructuren. Binnen het imperium worden twee hoofdgroepen (rijken) onderscheiden op basis van hun jelly roll-structuur. Virussen met een dubbele jelly roll behoren tot het rijk Bamfordvirae, virussen met een enkele jelly roll tot de Helvetiavirae. Bijna alle DNA-virussen die eukaryoten infecteren maken deel uit van dit imperium.
Veel virussoorten in dit imperium komen voor in zee. Ze zijn zeer talrijk en spelen een belangrijk rol in de mariene ecologie. De dierenvirussen in het imperium, zoals de adenovirussen of pokkenvirussen, zijn de oorzaak van bekende infectieziekten. Pokkenvirussen hebben een grote rol gespeeld in de geschiedenis van de geneeskunde. Pokken was het doelwit van een van de eerste vaccins en zou later als eerste ziekte ziekteverwekker definitief worden uitgeroeid. Het imperium omvat ook reuzenvirussen die fysiek veel groter zijn en veel meer genen bevatten dan gewone virussen.

## Classificatie
Varidnaviria valt uiteen in twee rijken: Bamfordvirae en Helvetiavirae, waarvan de laatste monotypisch is tot aan de rang familie. Deze taxonomie kan als volgt worden weergegeven.
- Rijk: Bamfordvirae, met een dubbele jelly roll-structuur
- Rijk: Helvetiavirae, met een enkele jelly roll-structuur
  - Fylum: Dividoviricota
    - Klasse: Laserviricetes
      - Orde: Halopanivirales
        - Familie: Sphaerolipoviridae

Alle erkende vertegenwoordigers van Varidnaviria behoren tot Groep I van de Baltimore-classificatie: de dsDNA-virussen die gegroepeerd zijn op basis van hun genoomstructuur en wijze van mRNA-synthese. Mogelijk behoort ook de familie Finnlakeviridae, die bij Groep II wordt ingedeeld (de ssDNA-virussen) tot dit imperium. Het imperium is het hoogste taxonomische niveau dat gebruikt wordt om virussen in te delen, en Varidnaviria is een van de vier. De andere zijn Duplodnaviria, Monodnaviria en Riboviria.